# Estelle Desanges
Estelle Desanges (Laval, 8 marzo 1977) è un'ex attrice pornografica francese.

## Biografia
Estelle Desanges fu scoperta dal regista Fred Coppula e cominciò la sua carriera come attrice porno nel 1999, girando come prima scena Emmerdeuse. Ha raggiunto rapidamente le vette nel mondo della pornografia. Interpreta parti anche in film erotici ed in film per la TV. La sua fama l'ha portata a partecipare e presentare trasmissioni televisive. 
Dal 2001 in poi si è ritirata gradualmente dalle scene, dedicandosi esclusivamente alla gestione di una sua discoteca e alla realizzazione di spettacoli webcam nel suo sito internet.

## Riconoscimenti
- Hot d'Or Migliore attrice non protagonista europea – 1999
- Hot d'Or nel 2000.[4]
- Hot d'Or Honorary Award nel 2009.[5]

## Filmografia
- Ball Buster (2000)
- Multi Angle Sex 1 (2000)
- Rocco Meats an American Angel in Paris (2000)
- Backstreets of Paris (2001)
- Collectionneuse (2001)
- Dessous de Clara Morgane (2001)
- Max 2 (2001)
- Misty Rain's Worldwide Sex 4: Sexo En Barcelona (2001)
- Objectif: Star du X (2001)
- Projet X (2001)
- Candidate (2002)
- Hot Frequency (2002)
- Journal de Pauline (2002)
- Luxure (2002)
- Sex Total (2004)
- Tu bosses ou tu baises (2005)
- Concubines (2006)
- La Pervertie (2007)
- Proies du vice (2009)